# Sphenomorphus florensis
Sphenomorphus florensis är en ödleart som beskrevs av  Weber 1890. Sphenomorphus florensis ingår i släktet Sphenomorphus och familjen skinkar.

## Underarter
Arten delas in i följande underarter:
- S. f. florensis
- S. f. nitidus
- S. f. barbouri
- S. f. weberi